# Vlag van Baelen
De vlag van Baelen is op 21 februari 1979 bij raadsbesluit vastgesteld als de vlag van de Luikse gemeente Baelen. De vlag kan als volgt worden beschreven:
Twee banen van gelijke hoogte van wit en rood, met op de witte baan een rode roos op de broektop.

De vlag werd pas op 18 december 1991 bevestigd door de Franse Gemeenschapsregering. De kleuren van de vlag en de roos zijn afgeleid van het gemeentewapen.